# Leonardo Gogna
Leonardo Gogna (Tandil, Buenos Aires, 19 de junio de 1991) es un futbolista argentino que juega de defensor. Actualmente integra el plantel del Gimnasia y Esgrima.

## Biografía
Su hermano Matías también es futbolista, compartieron plantel en Ramón Santamarina. Actualmente juega en Independiente de Tandil en el Torneo Federal B.

## Trayectoria
Se inició en Capilla de los Dolores.

## Clubes 2024 agrario (de la garma)
| Club                      | País      | Año         |
| ------------------------- | --------- | ----------- |
| Ramón Santamarina         | Argentina | 2009 - 2014 |
| Alvarado                  | Argentina | 2014        |
| Ramón Santamarina         | Argentina | 2015 - 2016 |
| Atlanta                   | Argentina | 2017 - 2018 |
| Centro Juventud Antoniana | Argentina | 2018 - 2020 |
| Racing de Olavarria       | Argentina | 2020 - 2021 |
| Gimnasia y Esgrima        | Argentina | 2023- act.  |